# Девід Нівен
 Джеймс Дейвід Грем Нівен (англ. James David Graham Niven; 1 березня 1910, Лондон, Велика Британія — 29 липня 1983, Шато-д'Е, Швейцарія) — британський кіноактор, шотландець за походженням (чим обумовлена вимова прізвища не за правилами англійської орфоепії). Протягом півстоліття працював у Голлівуді, спеціалізуючись на ролях британських аристократів з незмінними метеликом та трояндою у петлиці.

## Біографія
Найвен народився у родині героя Першої світової війни і в молодості багато часу провів у колі вищого офіцерства, закінчивши військову академію в Сандгерсті. На початку 1930-х років на запрошення продюсера Семюела Голдвіна прибув до Голлівуду, де спочатку оселився у свого товариша Еррола Флінна. Знімався у стрічках «Заколот на „Баунті“» (1935) та «Атака легкої кавалерії» (1936).
Під час Другої світової війни повернувся у британську армію та вступив у формовані сили коммандос (де його ординарцем був Пітер Устінов). Пройшов повний курс підготовки командос у Акнакеррі під керівництвом свого друга Роберта Лейкока. Війну закінчив офіцером зв'язку, встиг знятися у двох фільмах. Повернувшись, одружився, отримував пропозиції провідних ролей у картинах «Дружина єпископа» (1947) і «Блакитний Місяць» (1953), яку заборонила цензура. 1956 року зіграв Філеаса Фогга в екранізації роману Жюля Верна «Навколо світу за 80 днів», а 1959 року виграв «Оскар» за головну роль у фільмі «За окремими столиками», хоча загальний екранний час героя склав менше 16 хвилин.
Нівен все більше знімався у 1960-1970-і, зігравши головну роль у знаменитій комедії «Рожева пантера» (1963) та її продовженнях, а також Джеймса Бонда у «неліцензійному» «Казино Рояль» (1967). Кілька його автобіографічних книг стали бестселерами (напр. The Moon's a Baloon). Помер у віці 73 років від рідкісної хвороби — синдрому Лу Геріга.

## Фільмографія
| Рік       |   | Українська назва             | Оригінальна назва               | Роль                                     |
| --------- | - | ---------------------------- | ------------------------------- | ---------------------------------------- |
| 1932      | ф | There Goes the Bride         | There Goes the Bride            | Bit Role                                 |
| 1933      | ф | Eyes of Fate                 | Eyes of Fate                    | чоловік на перегонах                     |
| 1934      | ф | Клеопатра                    | Cleopatra                       | раб                                      |
| 1935      | ф | Заколот на Баунті            | Mutiny on the Bounty            |                                          |
| 1935      | ф | Without Regret               | Without Regret                  | Bill Gage                                |
| 1935      | ф | Варварське узбережжя         | Barbary Coast                   | Моряк якого викинули з салуну            |
| 1935      | ф | Splendor                     | Splendor                        | Clancey Lorrimore                        |
| 1935      | ф | Перо в її капелюсі           | A Feather in Her Hat            | Leo Cartwright                           |
| 1936      | ф | Палм Спрінгс                 | Palm Springs                    | George Britell                           |
| 1936      | ф | Додсворт                     | Dodsworth                       | капітан Клайд Локерт                     |
| 1936      | ф | Атака легкої кавалерії       | The Charge of the Light Brigade | Captain James Randall                    |
| 1936      | ф | Роз Марі                     | Rose Marie                      | Teddy                                    |
| 1936      | ф | Beloved Enemy                | Beloved Enemy                   | Capt. Gerald Preston                     |
| 1936      | ф | Дякую, Дживс!                | Thank You, Jeeves!              | Bertram Wooster                          |
| 1937      | ф | We Have Our Moments          | We Have Our Moments             | Joe Gillin                               |
| 1937      | ф | Бранець Зенди                | The Prisoner of Zenda           | Capt. Fritz von Tarlenheim               |
| 1937      | ф | Вечеря в Рітці               | Dinner at the Ritz              | Paul de Brack                            |
| 1938      | ф | Восьма дружина Синьої Бороди | Bluebeard's Eighth Wife         | Albert De Regnier                        |
| 1938      | ф | Four Men and a Prayer        | Four Men and a Prayer           | Christopher Leigh                        |
| 1938      | ф | Ранковий патруль             | The Dawn Patrol                 | Lieutenant Scott                         |
| 1938      | ф | Три сліпі мишки              | Three Blind Mice                | Steve Harrington                         |
| 1939      | ф | Буремний перевал             | Wuthering Heights               | Едгар Лінтон                             |
| 1939      | ф | Bachelor Mother              | Bachelor Mother                 | David Merlin                             |
| 1939      | ф | Eternally Yours              | Eternally Yours                 | Tony                                     |
| 1939      | ф | Справжня слава               | The Real Glory                  | Lieut. Terence McCool                    |
| 1939      | ф | Raffles (1939 film)          | Raffles                         | A.J. Raffles                             |
| 1942      | ф | Перший з декількох           | The First of the Few            | Geoffrey Crisp                           |
| 1944      | ф | Прямо вперед                 | The Way Ahead                   | Lieutenant Jim Perry                     |
| 1946      | ф | Magnificent Doll             | Magnificent Doll                | Aaron Burr                               |
| 1946      | ф | Справа життя та смерті       | A Matter of Life and Death      | Peter Carter                             |
| 1947      | ф | Дружина єпископа             | The Bishop's Wife               | Bishop Henry Brougham                    |
| 1947      | ф | Інше кохання                 | The Other Love                  | Doctor Anthony Stanton                   |
| 1947      | ф | Ідеальне весілля             | The Perfect Marriage            | Dale Williams                            |
| 1948      | ф | Bonnie Prince Charlie        | Bonnie Prince Charlie           | Prince Charles                           |
| 1948      | ф | Enchantment                  | Enchantment                     | General Sir Roland 'Rollo' Dane          |
| 1949      | ф |                              | A Kiss for Corliss…             | Kenneth Marquis                          |
| 1949      | ф | поцілунок в темряві          | A Kiss in the Dark              | Eric Phillips                            |
| 1950      | ф | Рибалка з Нового Орлеана     | The Toast of New Orleans        | Жак                                      |
| 1950      | ф | The Elusive Pimpernel        | The Elusive Pimpernel           | Sir Percy Blakeney/The Scarlet Pimpernel |
| 1950      | с |                              | Nash Airflyte Theatre           | Arthur Carstairs (1 епізод)              |
| 1951      | с |                              | Schlitz Playhouse of Stars      | (1 епізод)                               |
| 1951      | ф | Soldiers Three               | Soldiers Three                  | Capt. Pindenny                           |
| 1951      | ф | Appointment with Venus       | Appointment with Venus          | Maj. Valentine Moreland                  |
| 1951      | ф | Happy Go Lovely              | Happy Go Lovely                 | B.G. Bruno                               |
| 1952      | с | Громадянка сказала немає     | The Lady Says No…               | Bill Shelby                              |
| 1952      | с |                              | Chesterfield Presents           | (1 епізод)                               |
| 1952      | с |                              | Celanese Theatre                | (1 епізод)                               |
| 1952      | с |                              | Robert Montgomery Presents      | Sheffield (1 епізод)                     |
| 1952—1953 | с |                              | Hollywood Opening Night         | (2 епізоди)                              |
| 1953      | ф | Місяць блакитний             | The Moon Is Blue                | David Slater                             |
| 1954      | ф | Happy Ever After             | Happy Ever After                | Jasper O'Leary                           |
| 1954      | ф | Лотерея любові               | The Love Lottery                | Rex Allerton                             |
| 1955      | ф | Король та злодій             | The King's Thief                | James — Duke of Brampton                 |
| 1955      | ф | Carrington V.C.              | Carrington V.C.                 | Major Charles 'Copper' Carrington        |

- 1952 — 1956 — «Four Star Playhouse»… Various Characters /… (33 епізоду)
- 1956 — Птахи та бджоли/The Birds and the Bees… Colonel Patrick Henry Harris
- 1956 — Навколо світу за 80 днів / Around The World In 80 Days — Філеас Фогг
- 1956 — The Silken Affair… Roger Tweakham
- 1957 — о, чоловіки, о, жінки!/Oh, Men! Oh, Women!… Dr. Alan Coles
- 1957 — The Little Hut… Henry Brittingham-Brett
- 1957 — «Mr. Adams and Ів» (1 епізод)
- 1957 — My Man Godfrey… Godfrey Smith
- 1957 — «Goodyear Television Playhouse»… Alan Kevin (1 епізод)
- 1958 — Привіт, смуток/Bonjour tristesse… Raymond
- 1957 — 1958 — «Alcoa Theatre»… Mark Garron /… (5 епізодів)
- 1957 — 1958 — «Goodyear Theatre»… Alan Kevin /… (4 епізоду)
- 1957 — 1958 — «Zane Grey Theater»… Allan Raikes /… (2 епізоду)
- 1958 — За окремими столиками/Separate Tables… Major Angus Pollock
- 1959 — Запитай будь-яку дівчину/Ask Any Girl… Miles Doughton
- 1959 — «The David Niven Show»… Inquisitor (1 епізод)
- 1959 — Happy Anniversary… Chris Walters
- 1960 — «The DuPont Show with June Allyson»… Marcus Dodds (1 епізод)
- 1960 — Будь ласка, не їжте ромашки/Please Don't Eat the Daisies… Lawrence Larry Mackay
- 1961 — Гармати острова Наварон / (The Guns of Navarone) — капітан Міллер
- 1961 — Найкращі вороги / I due nemici — майор Річардсон
- 1962 — La citta` prigioniera… Major Peter Whitfield
- 1962 — Il giorno piu` corto… Unconfirmed
- 1962 — Дорога в Гонконг/The Road to Hong Kong (uncredited)… Lama, remembering Lady Chatterly's Lover
- 1962 — Рушниці темряви/Guns of Darkness… Tom Jordan
- 1963 — 55 днів в Пекіні/55 Days at Peking… Sir Arthur Robertson
- 1963 — «Burke's Law»… Harvey Cleeve, the World's Greatest Juggler (1 епізод)
- 1963 — Рожева пантера/The Pink Panther… Sir Charles Lytton
- 1964 — «Казка на ніч» / (Bedtime Story…) — Лоуренс Джемісон
- 1964 — 1965 — «The Rogues»… Alec Fleming /… (5 епізодів)
- 1965 — Where the Spies Are… Dr. Jason Love
- 1965 — Леді Л./Lady L… Dicky, Lord Lendale
- 1966 — Око Диявола/Eye of the Devil… Philippe de Montfaucon
- 1967 — Казино Рояль /Casino Royale… Sir James Bond
- 1968 — Prudence and the Pill… Gerald Hardcastle
- 1968 — The Impossible Years… Jonathan Kingsley
- 1969 — The Extraordinary Seaman… Cmdr. John Finchhaven, RN
- 1969 — Мозок / Le cerveau — полковник Керол Метьюз
- 1969 — До того як прийде зима.../ Before Winter Comes… Major Burnside
- 1971 — Статуя/The Statue… Alex Bolt
- 1972 — Король, дама, валет / King, Queen, Knave — Дрейер
- 1974 — The Canterville Ghost (ТВ)… Sir Simon de Canterville
- 1974 — Старий кровосос/Vampira… Count Dracula
- 1975 — The Remarkable Rocket (голос)… Оповідач
- 1975 — Паперовий тигр/Paper Tiger… 'Major' Walter Bradbury
- 1976 — No Deposit, No Return… J.W. Osborne
- 1976 — Вечеря з убивством/Murder by Death… Dick Charleston
- 1977 — Candleshoe… Priory
- 1978 — Смерть на Нілі/Death on the Nile… Полковник Рейс/Colonel Johnny Race
- 1979 — A Nightingale Sang in Berkeley Square… Ivan
- 1979 — Втеча до Афіні/Escape to Athena… Professor Blake
- 1979 — Людина на ім'я Безстрашний/«A Man Called Intrepid» (ТВ міні-серіал)… Sir William Stephenson

| Рік  |   | Українська назва                       | Оригінальна назва                     | Роль                     |
| ---- | - | -------------------------------------- | ------------------------------------- | ------------------------ |
| 1956 | ф | Навколо світу за 80 днів (фільм, 1956) | Around the World in 80 Days           | Філеас Фогг              |
| 1956 | ф | The Birds and the Bees                 | The Birds and the Bees                |                          |
| 1956 | ф | The Silken Affair                      | The Silken Affair                     |                          |
| 1957 | ф | The Little Hut                         | The Little Hut                        |                          |
| 1957 | ф | Oh, Men! Oh, Women!                    | Oh, Men! Oh, Women!                   |                          |
| 1957 | ф | My Man Godfrey                         | My Man Godfrey                        |                          |
| 1958 | ф | Bonjour tristesse                      | Bonjour tristesse                     |                          |
| 1958 | ф | Separate Tables                        | Separate Tables                       |                          |
| 1959 | ф | Ask Any Girl                           | Ask Any Girl                          |                          |
| 1959 | ф | Happy Anniversary                      | Happy Anniversary                     |                          |
| 1960 | ф | Please Don't Eat the Daisies           | Please Don't Eat the Daisies          |                          |
| 1961 | ф | Гармати острова Наварон                | The Guns of Navarone                  |                          |
| 1961 | ф | Найкращі вороги                        | Майор Річардсон                       |                          |
| 1962 | ф | The Road to Hong Kong                  | The Road to Hong Kong                 |                          |
| 1962 | ф | Guns of Darkness                       | Guns of Darkness                      |                          |
| 1962 | ф | Conquered City                         | Conquered City                        |                          |
| 1963 | ф | 55 Days at Peking                      | 55 Days at Peking                     |                          |
| 1963 | ф | The Pink Panther                       | The Pink Panther                      |                          |
| 1963 | ф | Найкоротший день                       | The Shortest Day                      |                          |
| 1964 | ф | Казка на ніч                           | Bedtime Story                         |                          |
| 1965 | ф | Lady L                                 | Lady L                                |                          |
| 1965 | ф | Where the Spies Are                    | Where the Spies Are                   |                          |
| 1966 | ф | Око Диявола                            | Eye of the Devil                      |                          |
| 1967 | ф | Казино Рояль                           | Casino Royale                         |                          |
| 1968 | ф | Prudence and the Pill                  | Prudence and the Pill                 |                          |
| 1969 | ф | Мозок                                  | The Brain                             |                          |
| 1969 | ф | The Extraordinary Seaman               | The Extraordinary Seaman              |                          |
| 1969 | ф | Before Winter Comes                    | Before Winter Comes                   |                          |
| 1970 | ф | Man's Fate                             | Man's Fate                            |                          |
| 1971 | ф | The Statue                             | The Statue                            |                          |
| 1972 | ф | Король, дама, валет                    | King, Queen, Knave                    |                          |
| 1974 | ф | Vampira                                | Vampira                               |                          |
| 1975 | ф | Paper Tiger                            | Paper Tiger                           |                          |
| 1976 | ф | Murder by Death                        | Murder by Death                       |                          |
| 1976 | ф | No Deposit, No Return                  | No Deposit, No Return                 |                          |
| 1977 | ф | Candleshoe                             | Candleshoe                            |                          |
| 1978 | ф | Смерть на Нілі                         | Death on the Nile                     |                          |
| 1979 | ф | Escape to Athena                       | Escape to Athena                      |                          |
| 1979 | ф | A Nightingale Sang in Berkeley Square  | A Nightingale Sang in Berkeley Square |                          |
| 1980 | ф | Морські вовки                          | The Sea Wolves                        | Col. W.H. Grice          |
| 1980 | ф | Rough Cut                              | Rough Cut                             | Chief Insp. Cyril Willis |
| 1982 | ф | Наступ рожевої пантери                 | Trail of the Pink Panther             | Sir Charles Litton       |
| 1982 | ф | Краще пізно, ніж ніколи                | Better Late Than Never                | Nick Cartland            |
| 1983 | ф | Прокляття рожевої пантери              | Curse of the Pink Panther             | Sir Charles Litton       |

## Премії та нагороди
- «Оскар»
  - Найкращий актор 1959 — За окремими столиками
- «Золотий глобус»
  - Найкращий актор (драма) 1959 — За окремими столиками
  - Найкращий актор (комедія/мюзикл) 1954 — Місяць блакитна